# کارن مو
کارن مو (به انگلیسی: Karen Moe) (زادهٔ ۲۲ ژانویهٔ ۱۹۵۳) شناگر اهل ایالات متحده آمریکا است.